# Stanislav Jelínek
Stanislav Jelínek (* 14. března 1964 Praha) je český rockový kytarista a skladatel. Působí jako sólový a doprovodný kytarista popových a rockových umělců a některých muzikálů, věnuje se i komponování nahrávání filmové hudby apod. Má skladbu na kompilačním albu Czech Masters of Rock Guitar.